# سفمینوکس
سفمینوکس(به انگلیسی: Cefminox) (INN) یک آنتی بیوتیک سفالوسپورینی نسل دوم است.
سفمینوکس یک آنتی بیوتیک سفالیوسپورینی و وسیع الطیف است. به ویژه در برابر باکتری‌های گرم منفی و بی هوازی مؤثر است. 